# Ștefan cel Mare (Bacău)
Ștefan cel Mare is een Roemeense gemeente in het district Bacău.
Ștefan cel Mare telt 4298 inwoners.